# St. Nikolaus (Garching an der Alz)

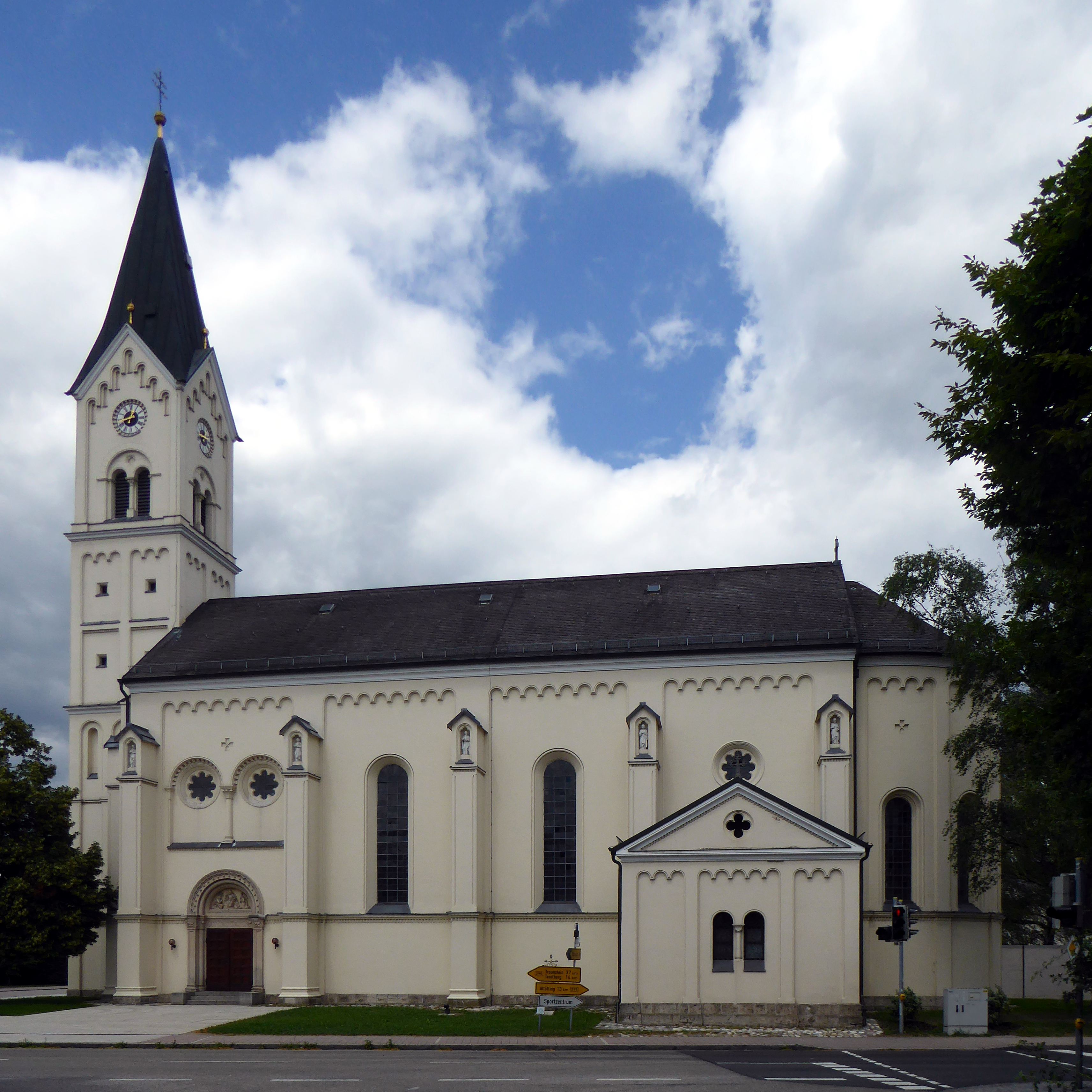
St. Nikolaus in Garching an der Alz

Die römisch-katholische Pfarrkirche St. Nikolaus steht in der Gemeinde Garching an der Alz im oberbayerischen Landkreis Altötting. Das Bauwerk ist in der Liste der Baudenkmäler in Garching an der Alz als Baudenkmal unter der Nr. D-1-71-117-1 eingetragen. Die Kirche gehört zum Dekanat Traunstein des Erzbistums München und Freising.

## Beschreibung
Die neuromanische Saalkirche wurde 1870–72 erbaut. Sie besteht aus dem von Strebepfeilern gestützten Langhaus mit vier Jochen, dem eingezogenen, halbrund geschlossenen Chor im Nordosten, der Sakristei an der Südostwand des Chors und dem Kirchturm vor der Fassade im Südwesten. Das oberste Geschoss des mit einem spitzen Helm abschließenden Turms enthält die Turmuhr und den Glockenstuhl mit vier Kirchenglocken. 
Die Innenräume von Langhaus und Chor sind mit Kreuzrippengewölben überspannt. Zur Kirchenausstattung gehört ein neuromanischer Hochaltar mit einem alten Altarretabel von 1751, auf dem Nikolaus von Myra dargestellt ist. Die Orgel erbaute 1910 die Firma Behler & Waldenmaier.

## Ausstattung

### Orgel
Die pneumatische Kegelladen-Orgel mit 21 Registern auf zwei Manualen und Pedal wurde 1910 von Behler & Waldenmaier erbaut, ist im Originalzustand erhalten und steht unter Denkmalschutz. Das Pfeifenwerk des Schwellwerks ist im oberen Teil der Orgel positioniert und besitzt einen Dachschweller. Die Disposition lautet:

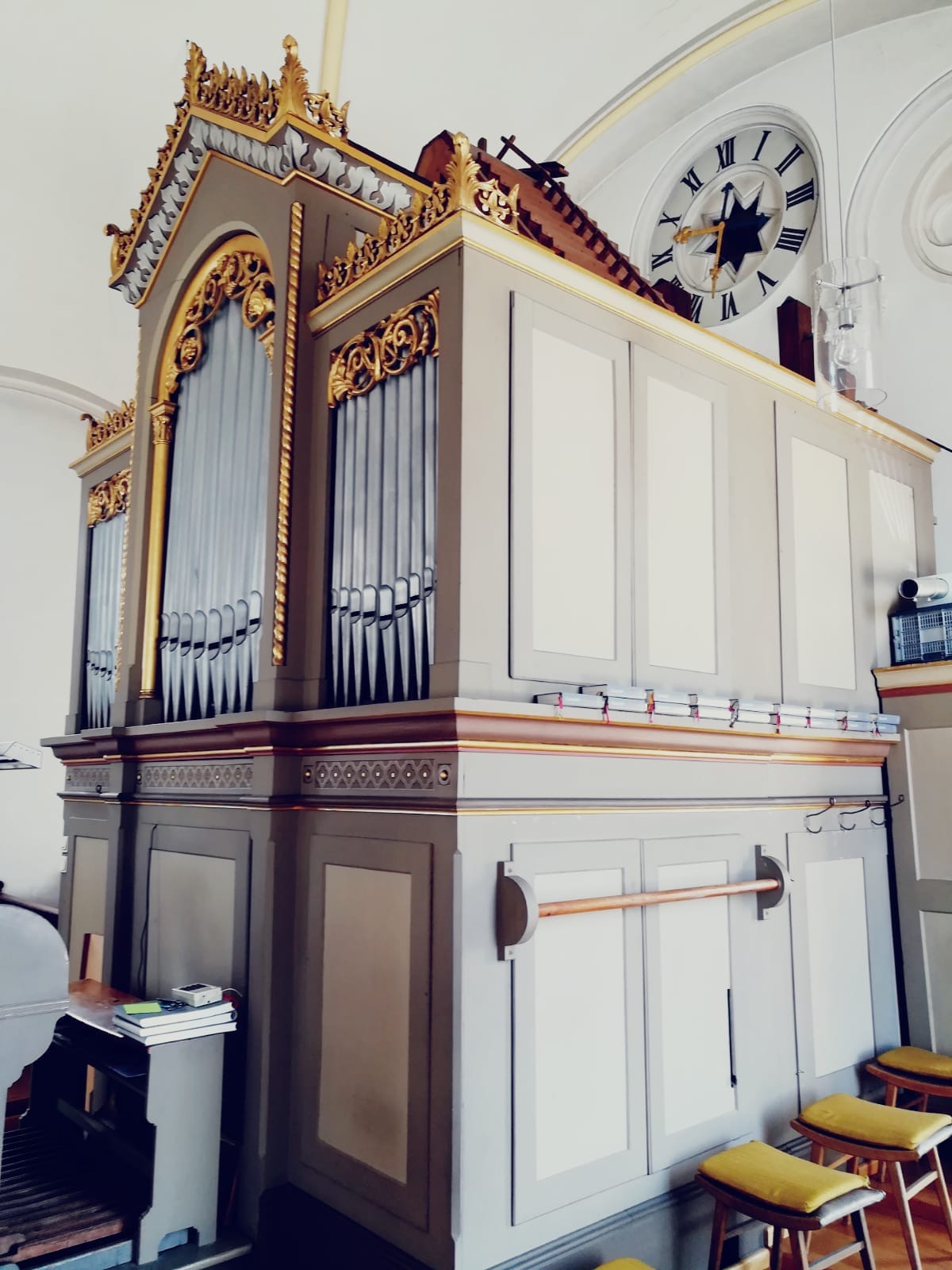
Orgel von August Behler mit sichtbarem Dachschweller (oben Mitte)

| I Hauptwerk C–f3 |       |
| Bourdon          | 16′   |
| Principal        | 08′   |
| Dolce            | 08′   |
| Gamba            | 08′   |
| Tibia            | 08′   |
| Octav            | 04′   |
| Rohrflöte        | 04′   |
| Mixtur           | 2 ⁄3′ |
| Trompete         | 08′   |

| II Schwellwerk C–f3 |        |
| Geigenprincipal     | 8′     |
| Liebl. Gedeckt      | 8′     |
| Salicional          | 8′     |
| Voix celeste        | 8′     |
| Traversflöte        | 4′     |
| Quintflöte          | 2 ⁄3′  |
| Flautino            | 2′     |
| Terzflöte           | 1 3⁄5′ |

| Pedal C–d1   |     |
| Principalbaß | 16′ |
| Subbaß       | 16′ |
| Stillgedeckt | 16′ |
| Octavbaß     | 08′ |
| Cello        | 08′ |

- Koppeln: II/I, I/P, II/P

Suboktavkoppel: II/I
Superoktavkoppel: I/I, II/I (ausgebaut bis f4)
- Spielhilfen: feste Kombinationen Pianissimo, Piano, Mezzoforte, Forte, Fortissimo, Tutti; Auslöser, Verstummung ab, Rohrwerk ab
- Nebenregister: Calcant